# Кириклейка
Кириклейка — река в России, протекает по Инсарскому району Республики Мордовия. Устье реки находится в 18 км от устья Инсарки по левому берегу. Длина реки составляет 16 км, площадь водосборного бассейна — 87,2 км².
Исток реки на границе с Ковылкинским районом в 23 км к юго-западу от города Инсар. Река течёт на восток, протекает деревню Кириклеевский Майдан и село Верхняя Лухма. Выше села на реке плотина и запруда. Впадает в Инсарку выше села Кочетовка.

## Притоки
(указано расстояние от устья)
- 4 км: река Вшивка (пр)

## Данные водного реестра
По данным государственного водного реестра России относится к Окскому бассейновому округу, водохозяйственный участок реки — Мокша от истока до водомерного поста города Темников, речной подбассейн реки — Мокша. Речной бассейн реки — Ока. В 4 км от устья, по правому берегу впадает река Вшивка.
Код объекта в государственном водном реестре — 09010200112110000027414.